# Igreja de São Miguel Arcanjo no Corridoio
Sant'Angelo al Corridoio ou Igreja do Santo Anjo no Corridoio era uma igreja de Roma, Itália, localizada no rione Borgo, demolida em 1939. O local exato onde ela ficava está hoje no meio do borgo Sant'Angelo, a leste do cruzamento com a via di Porta Castello (Via della Traspontina). Era dedicada a São Miguel Arcanjo.

## História
Seu nome é uma referência ao fato de ela ter sido construída encostada no muro do que hoje chamamos de Passetto di Borgo. Antigamente, os catálogos antigos reportavam também muitos outros nomes alternativos para esta igreja: "al Corridoio", "prope castellum Sancti Angeli", "sancti Angeli in Burgo". Por este motivo, ela é frequentemente confundida com outra igreja homônima neste mesmo rione.
A igreja foi construída sobre uma outra mais antiga, construída no século IX, em 1564, para sediar a "Arquiconfraria de São Miguel Arcanjo no Corredor do Borgo" (em italiano:  Arciconfraternita di San Michele Arcangelo a Corridori di Borgo), fundada no século XIII ou XIV. A confraria, fundida em 1968 com a "Arquiconfraria do Santo Espírito" (em italiano:  Arciconfraternita di Santo Spirito), ainda existe, mas não se reúne mais ali, pois a igreja foi demolida em 1939 para permitir a abertura da via que corre ao longo do muro do Passetto (borgo Sant'Angelo), mas em Santa Maria Annunziata in Borgo, onde estão conservados móveis e decorações da antiga igreja.